# Rokiejna
Rokiejna [rɔˈkʲɛi̯na] est un village polonais de la gmina de Młodzieszyn dans le powiat de Sochaczew et dans la voïvodie de Mazovie.